# Ronald Murray Berndt
Ronald Murray Berndt AM (* 14. Juli 1916 in Adelaide; † 2. Mai 1990 in Perth) war ein australischer Anthropologe.
Zusammen mit seiner Frau Catherine Berndt arbeitete er im Northern Territory am Daly River. Zu seinen wichtigsten Werken zählen Kunapipi (1951), Djanggawul (1952) und Man, land and myth in Northern Australia (1970). Er gab auch die Essaysammlung Aboriginal Man in Australia: Essays in Honour of Emeritus Professor A.P. Elkin heraus.